# Grammetal
Grammetal (lett.: «valle della Gramme») è un comune tedesco con status di Landgemeinde del Land della Turingia.
Non esiste alcun centro abitato con tale denominazione: si tratta pertanto di un comune sparso.

## Storia
Il comune di Grammetal venne creato il 31 dicembre 2019 dalla fusione dei comuni di Bechstedtstraß, Daasdorf am Berge, Hopfgarten, Isseroda, Mönchenholzhausen, Niederzimmern, Nohra, Ottstedt am Berge e Troistedt.

## Geografia antropica
Il comune di Grammetal è suddiviso nelle frazioni (Ortsteil) di Bechstedtstraß, Daasdorf am Berge, Eichelborn, Hayn, Hopfgarten, Isseroda, Mönchenholzhausen, Niederzimmern, Nohra, Obergrunstedt, Obernissa, Ottstedt am Berge, Sohnstedt, Troistedt, Ulla e Utzberg.